# Taurrhina stanleyi
Taurrhina stanleyi är en skalbaggsart som beskrevs av Oliver Erichson Janson 1889. Taurrhina stanleyi ingår i släktet Taurrhina och familjen Cetoniidae.

## Underarter
Arten delas in i följande underarter:
- T. s. meridionalis
- T. s. camerunensis
- T. s. elgonensis